# Wilcha (system rakietowy)
Wilcha (ukr. Вільха, ang. Vilkha, dosł. „olcha”) – ukraiński wieloprowadnicowy system rakietowy kalibru 300 mm produkcji zakładów KB Łucz na podwoziu kołowym. W 2018 roku Siły Zbrojne Ukrainy zadecydowały o przyjęciu pocisku na swoje wyposażenie. Produkcja systemu rakietowego rozpoczęła się w 2019 roku, w tym samym roku pierwsze sztuki zostały przekazane armii ukraińskiej. Pociski do systemu są produkowane w różnych wersjach: Wilcha, Wilcha-R, Wilcha-M i Wilcha-M2.
Pierwsze bojowe wykorzystanie systemu miało miejsce w trakcie inwazji Rosji na Ukrainę w 2022 roku.

## Historia
27 kwietnia 2016 roku prezydent Ukrainy Petro Poroszenko poinformował o tym, że ukraiński przemysł zbrojeniowy, a dokładnie zakłady KB Łucz, jest bliski ukończenia prac nad pociskiem rakietowym krajowej produkcji o nazwie Wilcha. Projekt był utrzymywany w tajemnicy. Ujawniono wyłącznie to, iż ma być substytutem systemu BM-30 Smiercz. Wiadomo było wówczas, że już w marcu 2016 roku przeprowadzono udane testy pocisku, którego parametrów nie ujawniono.

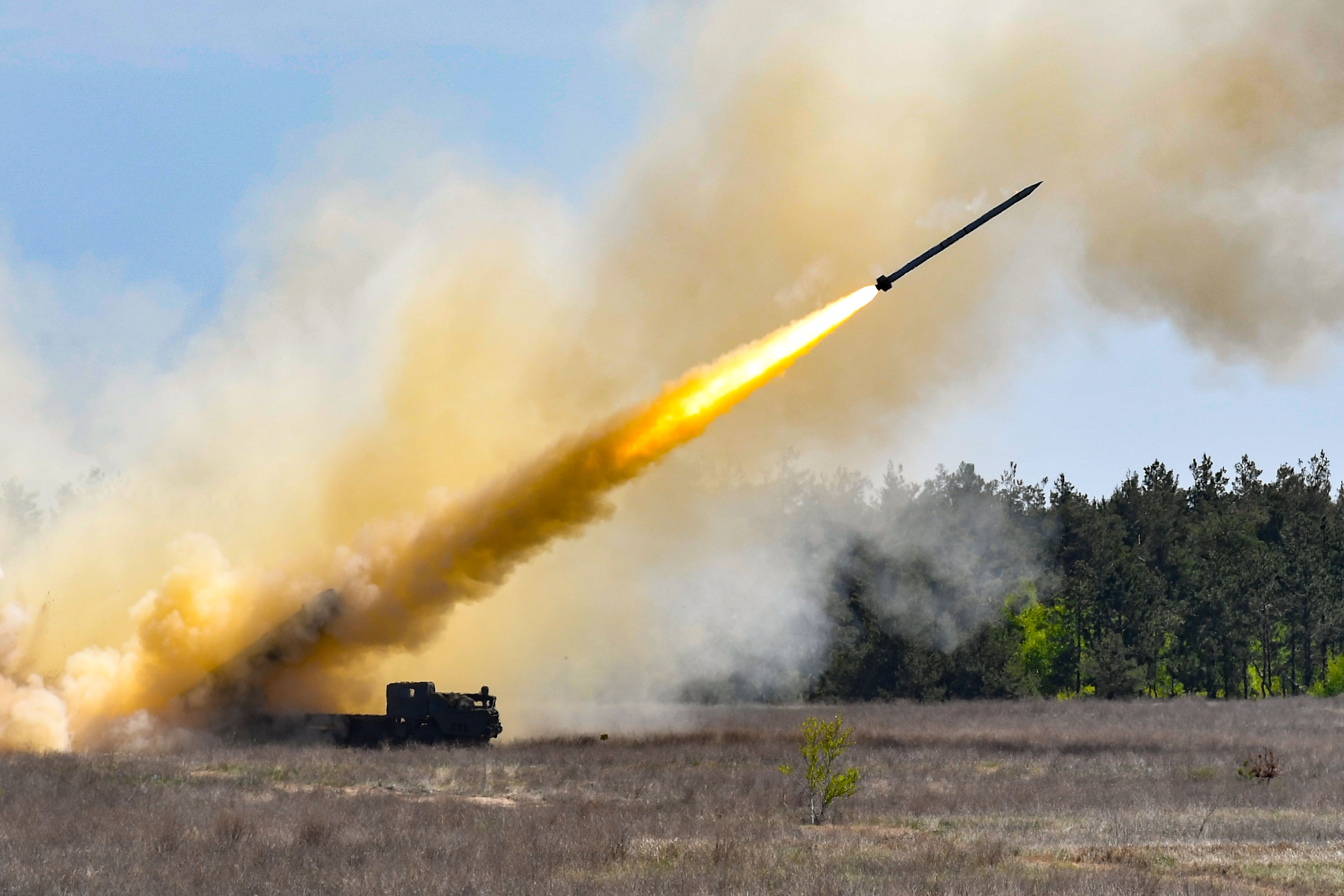
Testy pocisku Wilcha w 2018 roku

W sierpniu 2016 roku przeprowadzono kolejne udane testy pocisku w okolicach Odessy. Ujawniono, że w przeciwieństwie do systemu MB-30 jest on pociskiem naprowadzanym i ma charakteryzować się większą celnością niż 9K79 Toczka.
W latach 2018–2019 ukraińska armia przeprowadzała kolejne próby pocisku na poligonach. Już w 2018 roku zapadła decyzja, że testowany system rakietowy zostanie przyjęty do służby w armii. W tym samym roku państwowy koncern zbrojeniowy Ukroboronprom poinformował o rozpoczęciu produkcji systemu Wilcha . Zasięg pocisku Wilcha z głowicą bojową o masie 250 kg wynosi 70 km . Pierwotnie wyrzutnie posadawiano na podwoziu MAZ-543 zestawu BM-30 Smiercz. Na początku 2019 roku AvtoKrAZ poinformował o przekazaniu Siłom Zbrojnym Ukrainy nowego pojazdu KrAZ-7634HE o napędzie 8x8. Jak podano, KrAZ-7634HE ma stanowić podwozie dla systemu Wilcha i wyrzutni pocisków Neptun .
W czerwcu 2019 roku ogłoszono zakończenie testów pocisku Wilcha-R. Zasięg tego pocisku jest taki sam, jak w przypadku wersji podstawowej, ale został wyposażony w kasetową głowicę bojową o masie 250 kg. W tym samym czasie w fazie testów pozostawał kolejny pocisk – Wilcha-M  . Jest to zmodernizowana wersja Wilchy o zwiększonym zasięgu do 120 km i większej precyzji rażenia celów.
W 2020 roku KB Łucz wyprodukowała 98 pocisków Wilcha.
W 2021 roku poinformowano, że pociskami Wilcha-M zainteresowane są Zjednoczone Emiraty Arabskie, Arabia Saudyjska i Kuwejt. W przypadku ZEA Ukraina miała być już w trakcie negocjacji .
W kwietniu 2021 roku Ukroboronprom poinformował, że znaleziono pierwszego zagranicznego nabywcę pocisku Wilcha-M, mimo że znajdował się on wciąż w fazie testów. Nie podano jednak, które państwo zdecydowało się na zakup . W tym samym roku odbyły się testy wspomnianego pocisku Wilcha-M.

## Charakterystyka
Wieloprowadnicowy system rakietowy obsługiwany jest przez cztery osoby.
W skład systemu rakietowego wchodzi pojazd bojowy na podwoziu KrAZ-7634HE o napędzie 8x8, napędzany silnikiem YaMZ-7511.10 o mocy 420 KM z dziewięciobiegową skrzynią biegów. Ciężarówka może poruszać się z prędkością do 60 km/h po drogach asfaltowych, a do 20 km/h po drogach gruntowych. Na pojeździe znajduje się wyrzutnia 12 pocisków. Waga samego pojazdu to 20 t, a z załadowanymi pociskami 30 t. Oddanie pełnej salwy ma trwać do 40 s. Pierwotnie stosowano podwozia MAZ-543.
Poza pojazdem bojowym w skład systemu rakietowego wchodzą pojazd dowodzenia KrAZ-7634 oraz ciężarówka transportowa KrAZ-7634HE-000.

### WilchaR624
Wilcha R624 jest podstawową wersją pocisku o kalibrze 300 mm. Podczas lotu pocisk sterowany jest impulsowymi silnikami zamontowanymi w przedniej części. Dzięki temu tor lotu pocisku może być korygowany w locie  . Według zapewnień pocisk ma być odporny na zakłócenia systemu GPS. Napędzany jest silnikiem na paliwo stałe, a kierowany przy pomocy nawigacji satelitarnej i inercyjnej . Zasięg pocisku to 70 km, a masa głowicy bojowej to 250 kg. Dla tej wersji rozrzut jest mniejszy niż 15 m  . Masa pocisku to 860 kg, a długość 7,6 m.

### Wilcha-R
Wilcha-R ma identyczne parametry, jednak zastosowano w nim kasetową głowicę bojową .

### Wilcha-MR624-M
Wilcha-M R624-M to wersja pocisku o zasięgu zwiększonym do 130 km, co osiągnięto kosztem lżejszej głowicy bojowej (125 -170 kg ) .

### Wilcha-M2
Pocisk Wilcha-M2 ma mieć docelowo zwiększony zasięg do 200 km . Ulepszono korpus oraz silnik pocisku .

## Użytkownicy
Ukraina
Armia ukraińska pierwsze sztuki systemu rakietowego Wilcha otrzymała już w 2019 roku . Według danych ukraińskich z marca 2022 roku, w trakcie rosyjskiej inwazji dokonanej na Ukrainę w 2022 roku wojsko użyło 50 pocisków Wilcha. Miały zostać użyte do zwalczania rosyjskich pojazdów, systemów obrony przeciwlotniczej, WRE oraz stanowisk dowodzenia.

## Galeria

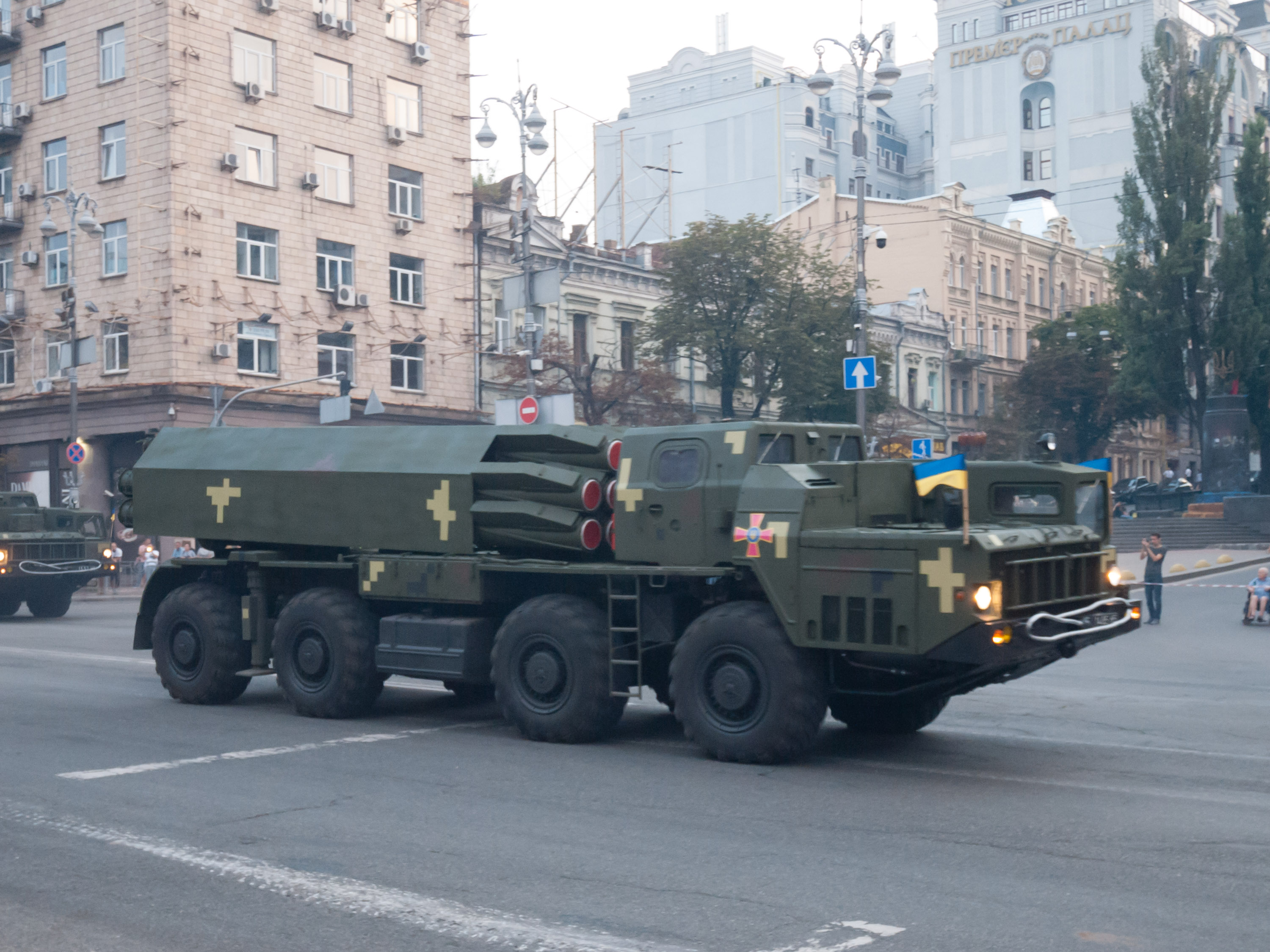
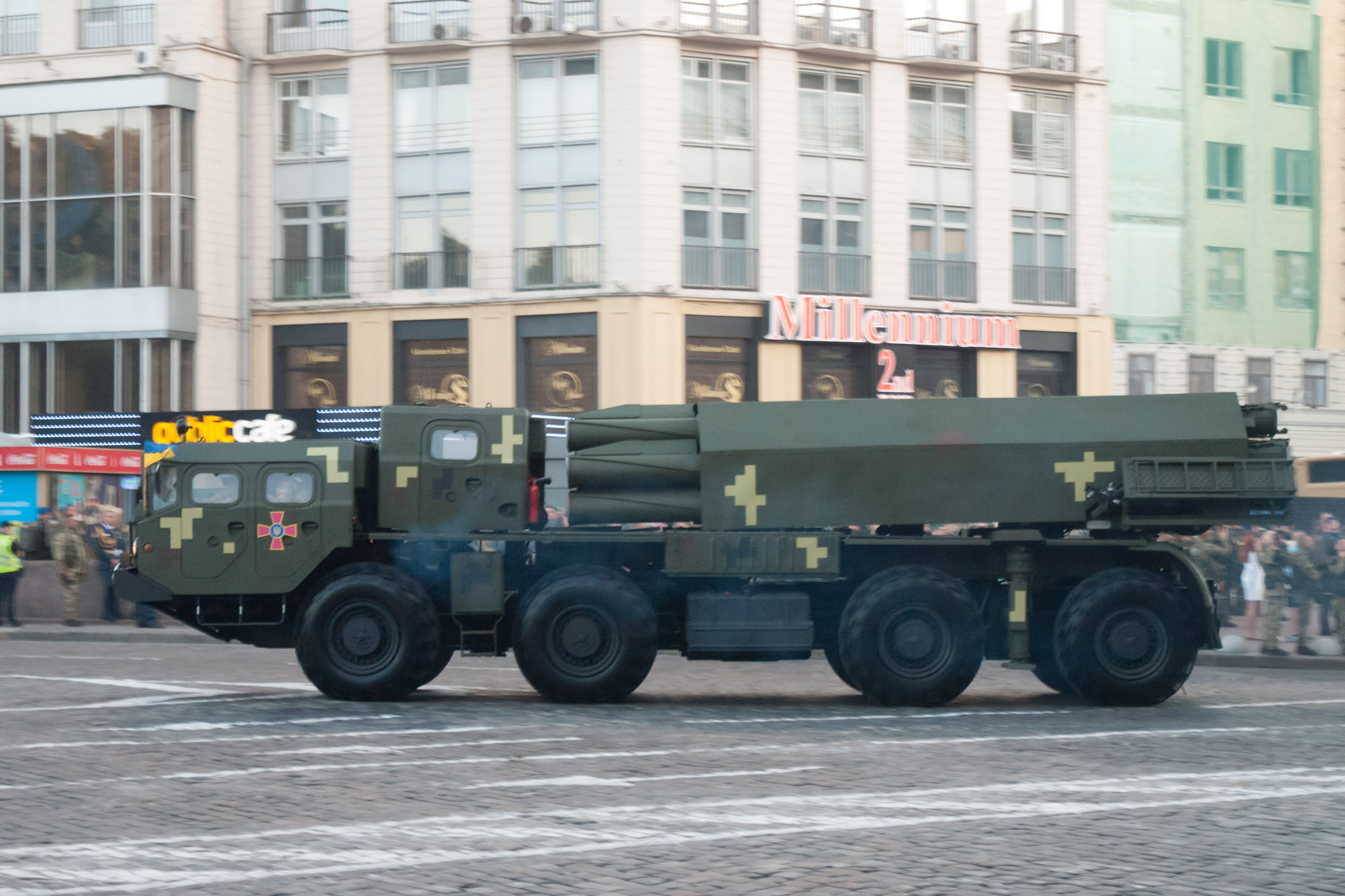
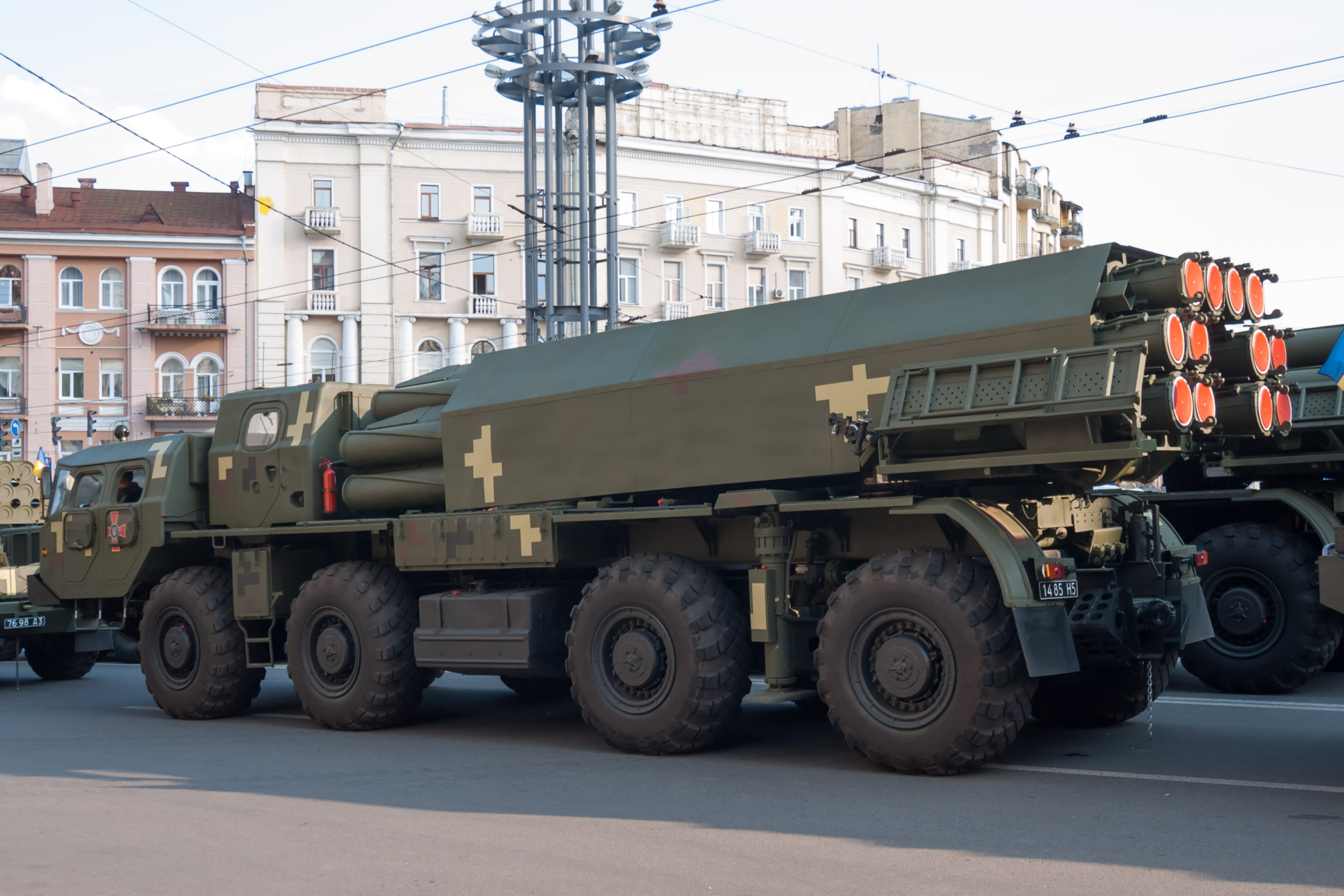
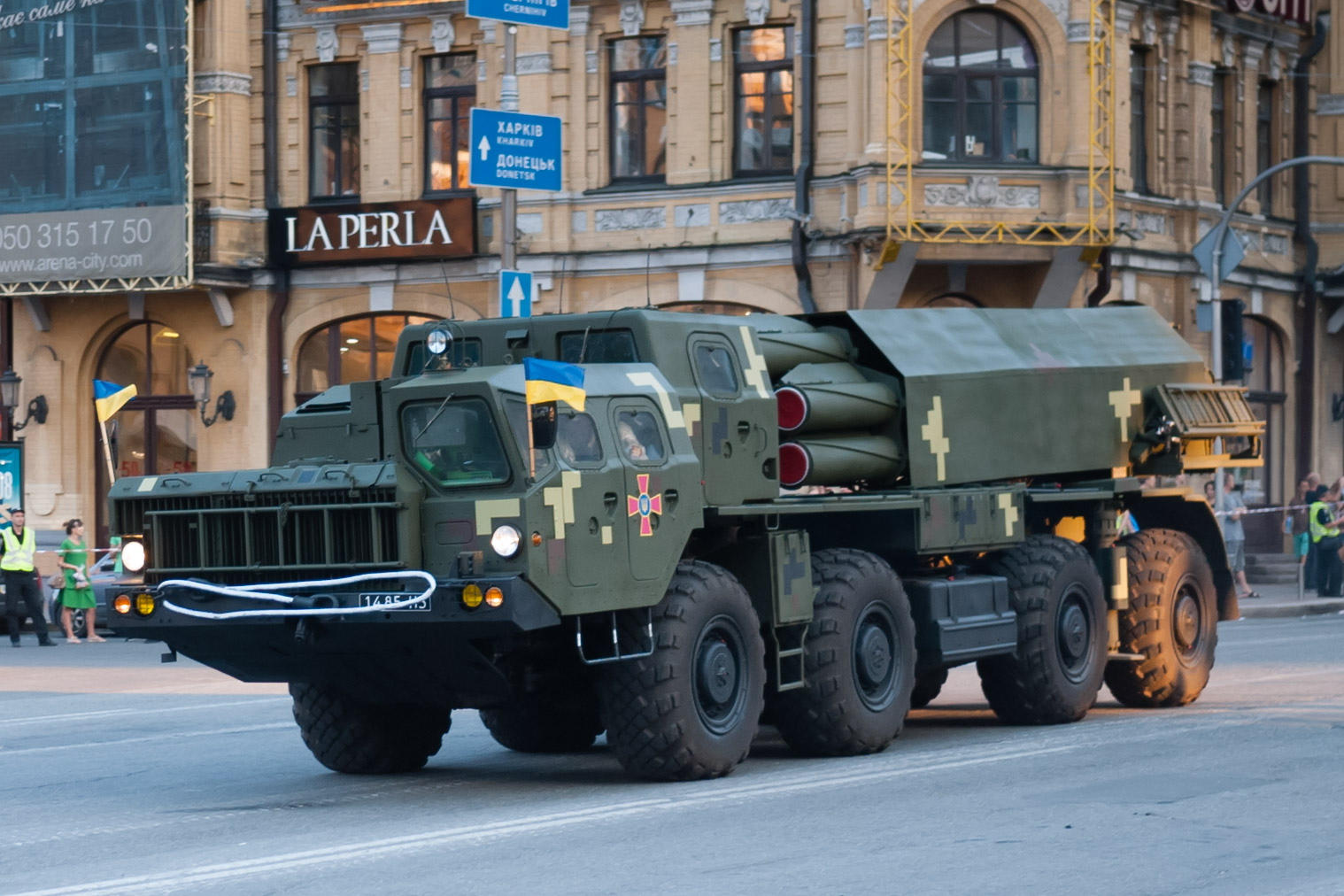